# HD55637
HD55637 — хімічно пекулярна зоря спектрального класу B9, що має видиму зоряну величину в смузі V приблизно  9,3.
Вона  розташована на відстані близько 1113,2 світлових років від Сонця.

## Пекулярний хімічний вміст
Зоряна атмосфера HD55637 має підвищений вміст 
Si
.